# Manoir de la Bérardière
Le manoir de la Bérardière est une demeure de la fin du XVIIe siècle qui se dresse sur le territoire de la commune française de Saint-Bômer-les-Forges, dans le département de l'Orne, en région Normandie. L'édifice est partiellement inscrit au titre des monuments historiques.

## Localisation
Le château est situé sur le territoire de la commune de Saint-Bômer-les-Forges, sur la route de Tinchebray à Domfront, dans le département français de l’Orne.

## Historique
Le fief serait cité dès la fin du XIVe siècle.
En 1461, l'arrière-fief de la Bérardière entre dans la famille Roussel par le mariage de Jehan Roussel, écuyer, originaire de Chérencé-le-Roussel, dans la Manche, avec Augustine Hallé de Jumilly, dame de la Bérardière. Selon d'autres sources, c'est le 22 juillet 1398 que la Bérardière passe dans la famille Roussel, par un échange de cette terre, appartenant à Perrin Furon, contre celle de la Thiboudière et de la Brionnière, appartenant à Jehan Roussel, écuyer, et sa femme Perrette Fourré.
Les Roussel sont des propriétaires normands issus d'une importante bourgeoisie rurale propre au pays Domfrontais. Ils n'ont jamais été anoblis mais possèdent des charges anoblissantes, qu'ils ne peuvent, en principe, transmettre à leurs descendants ou à leurs collatéraux. La charge la plus souvent exercée par les Roussel est celle d'avocat. Ils se rattachent ainsi à la noblesse de robe. Même si quelques Roussel cultivent eux-mêmes leurs terres, nombre d'entre eux se sont toutefois illustrés dans la magistrature, l’Église ou la science. On peut citer, entre autres, Henri-François-Anne de Roussel, professeur de médecine à l'Université de Caen et Jean-Henry Roussel de la Bérardière, professeur de droit dans la même université et également de l'Université de Mantoue en Italie.
En 1695 ou 1697, Jacques de Roussel, avocat, lieutenant en l'élection de Domfront, fait construire le manoir tel qu’on le connaît aujourd’hui. Outre la Bérardière, les Roussel possèdent de nombreuses terres à Saint-Bômer-les-Forges : la Bouverière, la Benoistière, la Prairie, la Maigrère, la Rainfrère, Montpatry, etc.. Ils prennent l'habitude d'ajouter le nom de leur terre à leur nom de famille afin de se distinguer les uns des autres, bien qu'ils soient tous cousins. L'usage de la particule semble s'être développé surtout à partir du XVIIe siècle.
Sous la Révolution, la Bérardière joue un rôle dans la chouannerie normande. Entre décembre 1799 et janvier 1800, Michelot Moulin y cantonne avec le 1er bataillon de la légion de Saint-Jean-des-Bois composé de 700 hommes, tandis que le 2e bataillon cantonne au château de Saint-Auvieu en Passais. Durant cette même période, le général de brigade Guidal, qui commande le département de l'Orne, y rencontre le baron de Commarque, colonel de la division de Flers (1799-1800) dans l'Armée catholique et royale de Normandie, lequel réside alors à la Bérardière où il a établi son état-major. Louis de Frotté y vient régulièrement à la même époque. Il y reçoit, du général Guidal, un sauf-conduit pour se rendre à Verneuil-sur-Avre, devant lui permettre de négocier une trêve directement avec Napoléon Bonaparte. Piégé de façon déloyale par ce dernier, il est fusillé dès son arrivée.
En 1801, Jean-Henry Roussel de la Bérardière meurt, sans postérité, à la Bérardière.
Le 12 messidor an IV (30 juin 1796), Jeanne Françoise Rose, née le 21 mars 1765 à Rouen, fille de Marie François Beaumoret (épouse de Jean de la Maillardiére avocat à Sainte-Cécile), épouse à Caen Julien Anne François Bidard de la Thérière et hérite du manoir. Sur l'acte de mariage, Jean-Henry de Roussel reconnait Jeanne Françoise Rose comme étant sa fille naturelle. Leur fils, Georges Julien, lègue le domaine à son cousin, Émile Bidard-Huberdière, Docteur en Médecine à Paris, ancien médecin aux Armées, et devenu maire de Lonlay-l'Abbaye sous la Troisième République.
Au début du XXe siècle, deux artistes peintres s'intéressent au manoir. En 1908, à l'invitation du Docteur Bidard, Gaston La Touche et Charles Léandre se rendent à la Bérardière. Un pastel sur toile de Léandre, daté de 1905, s'intitule Le Château de la Bérardière. En 1910 ou 1911, Émile Bidard-Huberdière lègue la Bérardière à son ami Georges Henri Roulleaux Dugage, évitant ainsi le morcellement du domaine et sa probable mise en vente,.
En 1920, le manoir est agrandi d'une aile et d'une tour polygonale.
Lors de la Seconde Guerre mondiale, le château n'est pas réquisitionné par l'occupant allemand. Il est mis à disposition en juin 1944 pour servir d'hôpital à la suite des importants bombardements alliés sur Flers ayant notamment détruit le quartier de la gare incluant l'hôpital de la ville. L'occupant installe alors à proximité une batterie légère de DCA. Le Domaine de la Bérardière est libéré le 6 août suivant à la suite de combats acharnés entre forces militaires américaine et allemande. Sa chapelle conserve le casque d'un soldat américain mort au combat.

## Description
Le manoir est construit en 1697 à l’emplacement de constructions antérieures, probablement une ferme fortifiée remontant au haut Moyen Âge, pour Jacques de Roussel, propriétaire agricole, avocat au Parlement de Rouen et lieutenant criminel à Domfront, avec un bâtiment principal, une cour d'honneur et deux pavillons d’entrée. Il subsiste du premier édifice un « donjon » (XVe siècle ?) carré flanqué d'une tourelle d'angle.
Le bâtiment central, rectangulaire, est construit en granit. L'entrée, après avoir monté quelques marches, donne sur un grand escalier d'époque Louis XIII en chêne avec marches en briques, provenant de l'ancien évêché de Bayeux ou de Sées. Des boiseries décorées, surmontées de peintures en camaïeu, remontant au milieu du XVIIIe siècle, ornent la salle-à-manger et le bureau. À gauche s'ouvre un salon Louis XV, suivi d'un salon Louis XVI dont les boiseries sont décorées de scènes de chasse. L'étage contient quinze chambres, dont une ornée de boiseries Louis XIV avec un grand lit à baldaquin. On peut voir un portrait de Jean-Henry Roussel de la Bérardière, maître de l'ouvrage, ainsi que de nombreux dessins au crayon en deux couleurs que ce dernier exécuta entre 1794 et 1798, représentant ses amis ou ses voisins. On remarque aussi des tapisseries des Gobelins des XVIe, XVIIe et XVIIIe siècles et un portrait de Pierre-Augustin Caron de Beaumarchais, ancêtre des propriétaires actuels.
Au-dessus d’une toiture d’ardoise se dressent deux monumentales cheminées ornées des « boules de noblesse », particularité décorative propre au Domfrontais du XVIIe siècle. L’entrée, dans le prolongement d’une longue avenue boisée, se compose d’une cour d'honneur encadrée par deux pavillons à tourelles avec meurtrières, rappelant le caractère défensif de l'habitation initiale. Un portail réunit les deux pavillons, se composant d’une porte charretière et de deux portes piétonnières.
Au-dessus de l’une de ces portes piétonnières (porte gauche) a été sculpté le blason des Roussel qui se lit ainsi : d’argent, de cœur de gueules, entouré de trois trèfles de sinople, posés 2 en chef et 1 en pointe. Les Roussel ont en fait repris le blason des Hallé de Jumilly, en y ajoutant le cœur de gueules au XVIIe siècle.
Un jardin à la française, clos de mur, avec un petit escalier de pierre et portes, jouxte le bâtiment central. À l’angle du jardin se dresse un imposant pavillon carré, dit « Pavillon des Archives », de style Renaissance, datant de la fin du XVe siècle et jouxtant une entrée cochère de la ferme fortifiée d'alors. Ce pavillon constituait à la fois une tour de défense flanquée d’une tourelle extérieure et servait de grange fortifiée. Il fut ensuite aménagé en bibliothèque au XVIIIe siècle. Un escalier extérieur permet d'accéder, au premier étage, à une pièce unique, comportant une belle cheminée en granit. La bibliothèque contient le chartrier de la Bérardière, dont certaines archives datent du XVe siècle, ainsi que des ouvrages rares. À l’angle opposé, une petite chapelle, construite en 1745 et consacrée l'année suivante, est dédiée à Saint François-Xavier, célèbre évangélisateur jésuite en Chine jusqu'auprès de Kangxi, second empereur de la dynastie Qing, et canonisé vingt années plus tôt. Elle abrite un autel de style Louis XIV en bois sculpté et doré, ainsi que des stalles en chêne. Deux vitraux sont disposés de chaque côté.
Autour de la grande avenue bordée d'arbres séculaires, ont été aménagées au XVIIIe siècle sur de larges talus des « promenades » typiques de cette époque, dont on a pu souligner l'intérêt ethnologique. Le bois a disparu après la tempête de 1999, mais il a été replanté dans le même esprit.
Entre 1912 et 1919, à l’initiative de la famille Roulleaux-Dugage, des modifications sont apportées : une tour polygonale est construite au centre de la façade arrière pour mettre en valeur l'escalier, ainsi qu’une aile en retour aux fins d'habitation ordinaire, dans le même style que le manoir. Les dépendances, après avoir subi quelques transformations au XXe siècle, datent du XVIe et du début du XVIIe siècle. Des écuries, dans le style vieux-normand, ont également été construites.

## Protection
Au titre des monuments historiques :
- les façades et toitures du manoir (à l'exclusion de l'aile moderne), des tourelles d'angle des communs, du pavillon des archives et de la chapelle ; le salon avec son décor et l'escalier avec sa rampe en bois sont inscrits par arrêté du 3 mai 1974 ;
- le parc du manoir comprenant : les façades et toitures des pavillons d'entrée et le portail les reliant ; les cours au nord et au sud du manoir ; le jardin clos avec ses portes, ses escaliers, ses murs de clôture, le bois et l'herbage l'encadrant ainsi que l'étang ; l'avenue d'accès avec ses promenades et le bois situé à l'entrée ; l'ancienne avenue et ses abords, y compris le colimaçon et les promenades est et le petit bois semi-circulaire sont inscrits par arrêté du 15 novembre 1995.

## Propriétaires
- Aveline Le Maignan, marié à Gilonne, fille du Seigneur de Saint-Bômer[26].
- Jehan Roussel, avocat, garde des sceaux de Carentan (1443)[27], époux de Perrette Fourré, dame de la Bouvérière et de la Benoistière, vers 1440-1450.
- Jehan Roussel, sieur de la Bouvérière, marié, vers 1480, à Augustine Hallé de Jumilly, dame de la Bérardière.
- Mathurin Roussel, sieur de la Bouvérière, de la Benoistière et de la Bérardière, exempt-archer de la garde du duc d'Alençon, puis laboureur de ses terres de la Noé-aux-Geais, marié à Julienne Philippe, assassiné en 1530 par Gilles Pellier, sieur de la Faudrie.
- Guillaume Roussel, sieur de la Bérardière, marié à Madeleine Le Court.
- Michel Roussel, avocat, sieur de la Bérardière, marié à Jeanne Barré, puis, en secondes noces, à Marie de Bizeul.
- Charles de Roussel († 1642), avocat au Grand Conseil, sieur de La Bérardière et de La Geslinière époux de Françoise Coignard († 12 décembre 1665).
- Jacques de Roussel (° 22 octobre 1641), sieur de La Bérardière, avocat, lieutenant criminel en l'élection de Domfront époux de Jacqueline le Riboullé (décédée le 12 février 1712 à Saint-Bômer)
- Henri-Claude de Roussel, (° 4 octobre 1669 à Saint-Bômer) sieur de la Bérardière, secrétaire du Roi, maison et couronne de France, lieutenant criminel à Domfront, marié à Marie-Henriette de Beaurepaire le 4 octobre 1711 à Louvagny.
- Jean-Henry de Roussel, (° 13 novembre 1727 à Rouen) sieur de la Bérardière, (décédé à Saint-Bômer le 23 frimaire an X (14 décembre 1801)) professeur de droit, marié à damoiselle Jeanne Eléonore Tenneson le 21 février 1750 à Mayenne.
- Julien Anne François Bidard de la Thérière, médecin, décédé le 27 décembre 1851 à Saint-Bômer, marié à Marie-Rose de Roussel le 12 messidor an IV (30 juin 1796) à Caen.
- Georges Julien Bidard de la Thérière, décédé le 10 octobre 1886 à Saint-Bômer.
- Pierre Emile Bidard-Huberdière. décédé le 18 novembre 1911 à Domfront ; médecin, chevalier de la légion d'honneur, ancien maire de Lonlay l'Abbaye.
- Georges Henri Roulleaux-Dugage.
- Henri-Jean Roulleaux Dugage.
- Martin Roulleaux Dugage.

## Visites, sauvegarde
Le château se visite uniquement sur rendez-vous. Quant au parc, il se visite librement le dimanche. Les Journées européennes du patrimoine sont parfois l’occasion d’une ouverture exceptionnelle, comme ce fut le cas en 2009. Le 14 mai 2011, le manoir participe au Festival Pierres en Lumières, organisé par le conseil général de l'Orne.
Une Association des Amis de la Bérardière, créée en 2008, a pour objectifs de sauvegarder le domaine, de veiller à son entretien et de le mettre en valeur par l'organisation de manifestations culturelles.

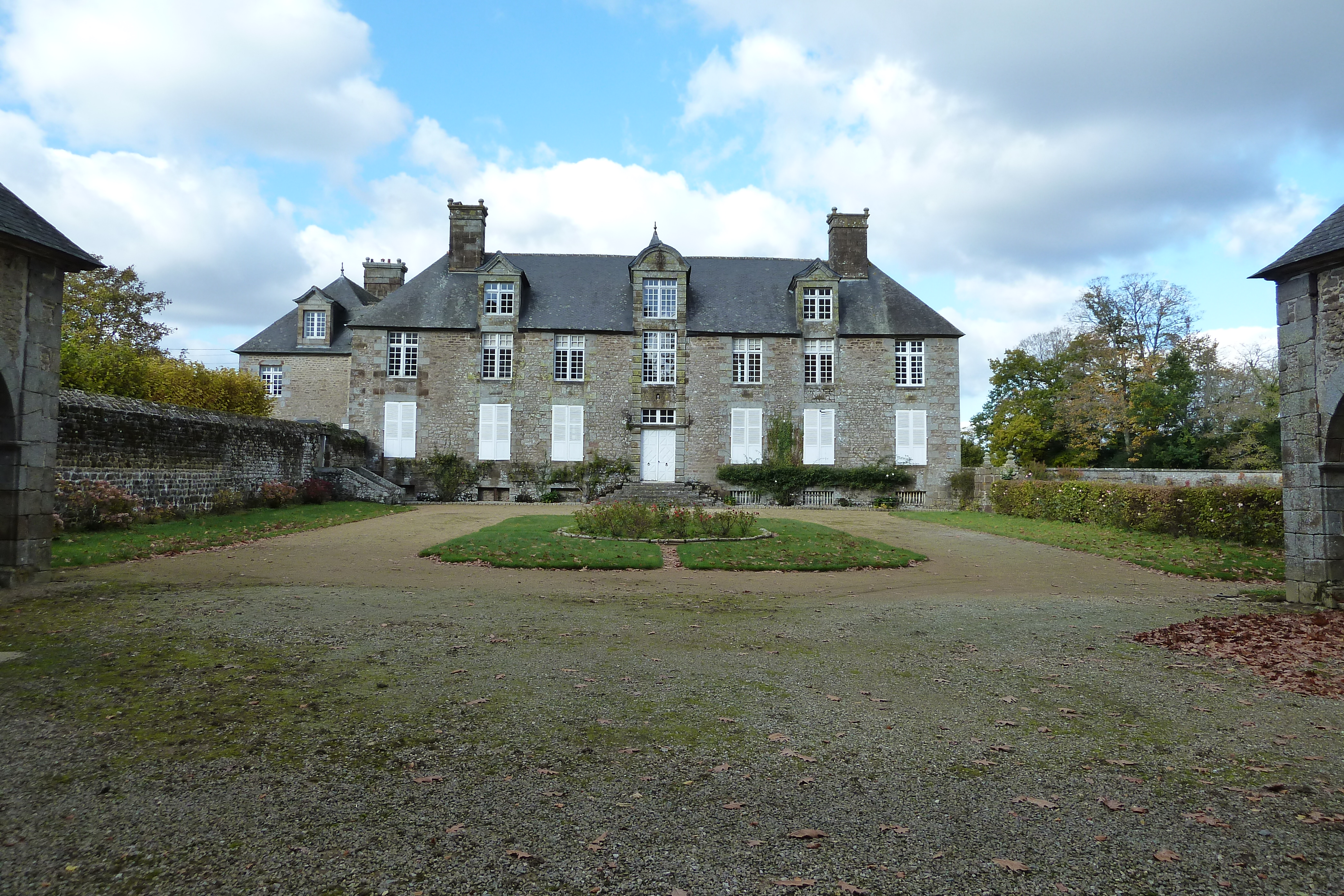
La cour d'honneur.
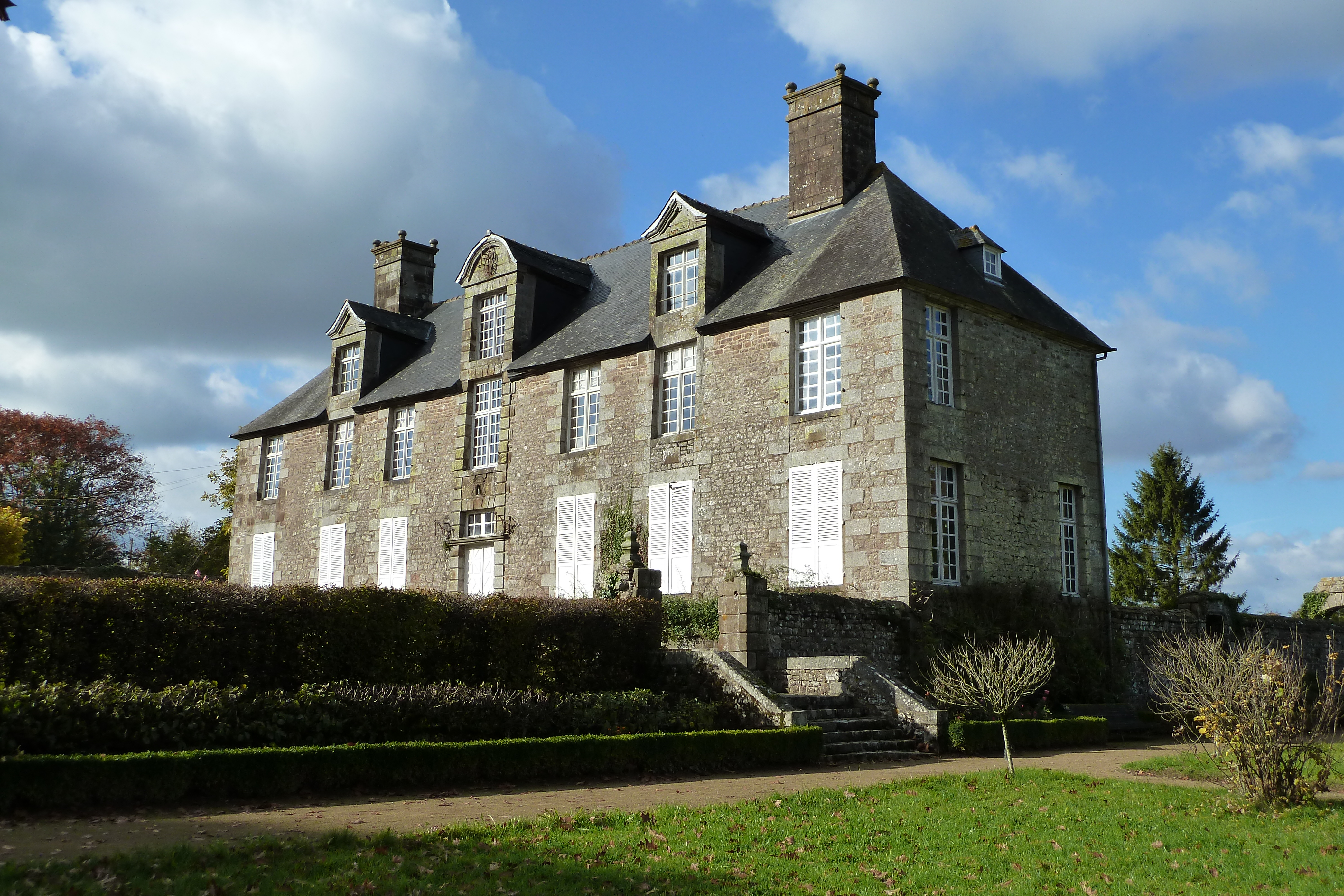
La façade avant.
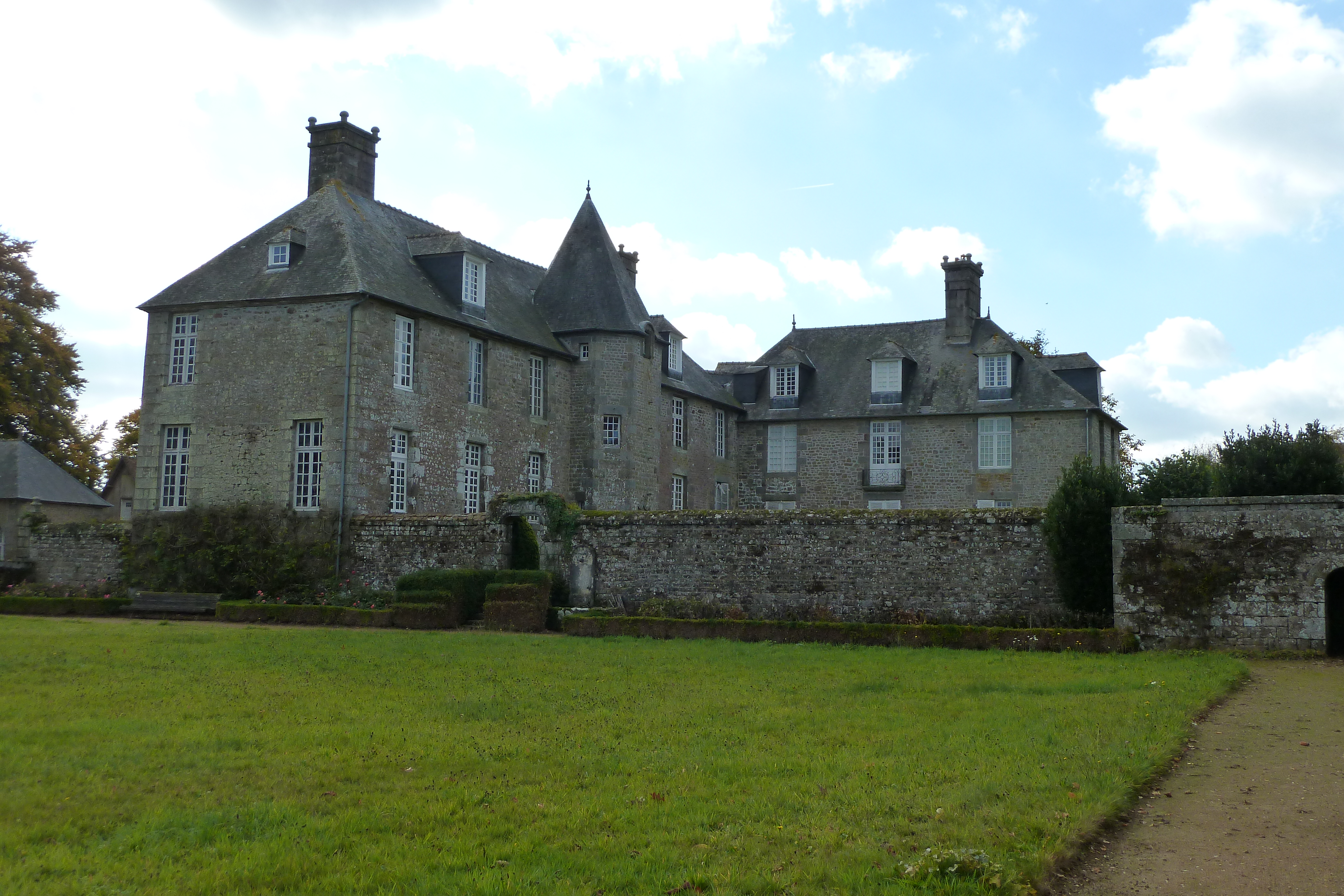
La façade arrière.
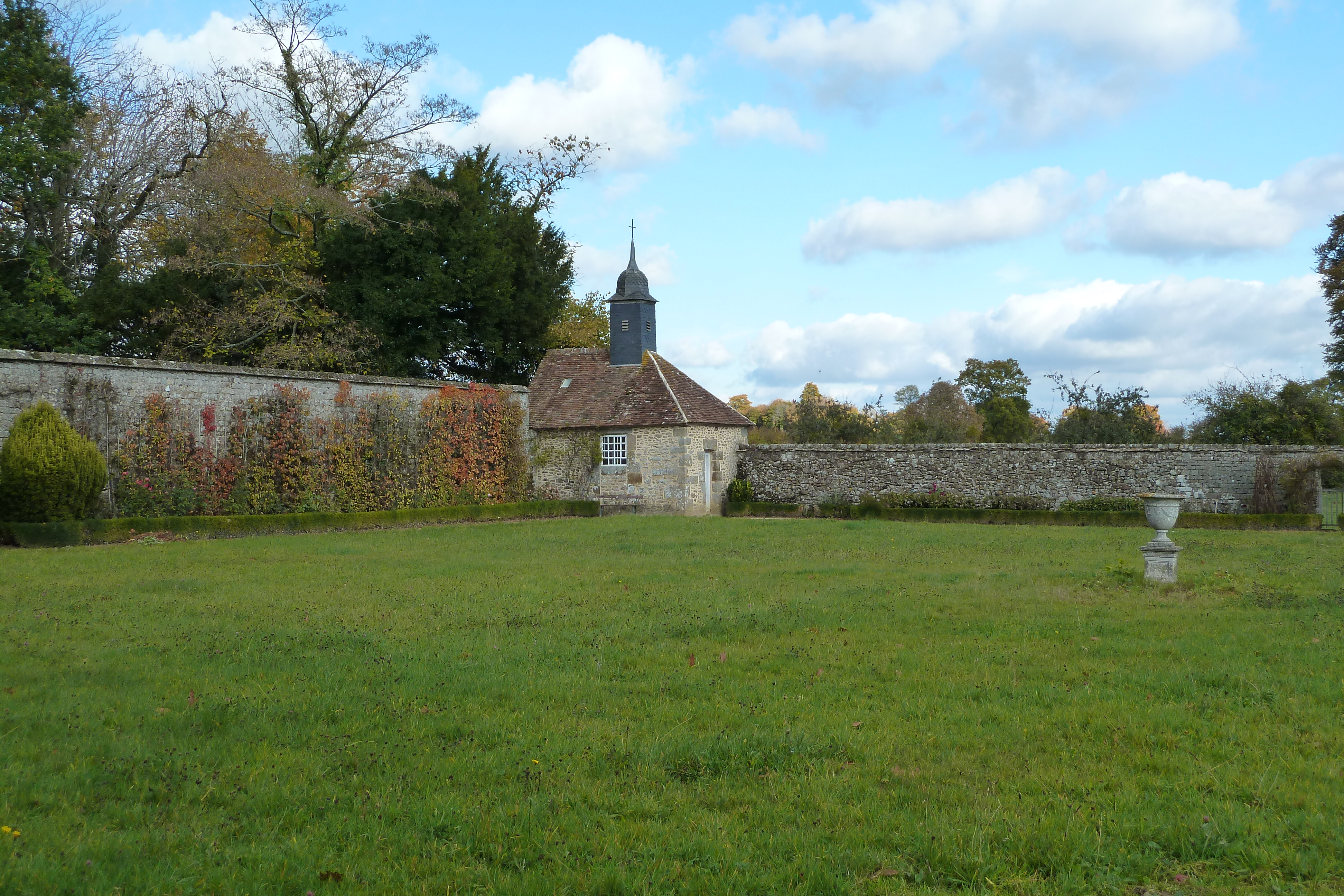
La chapelle.
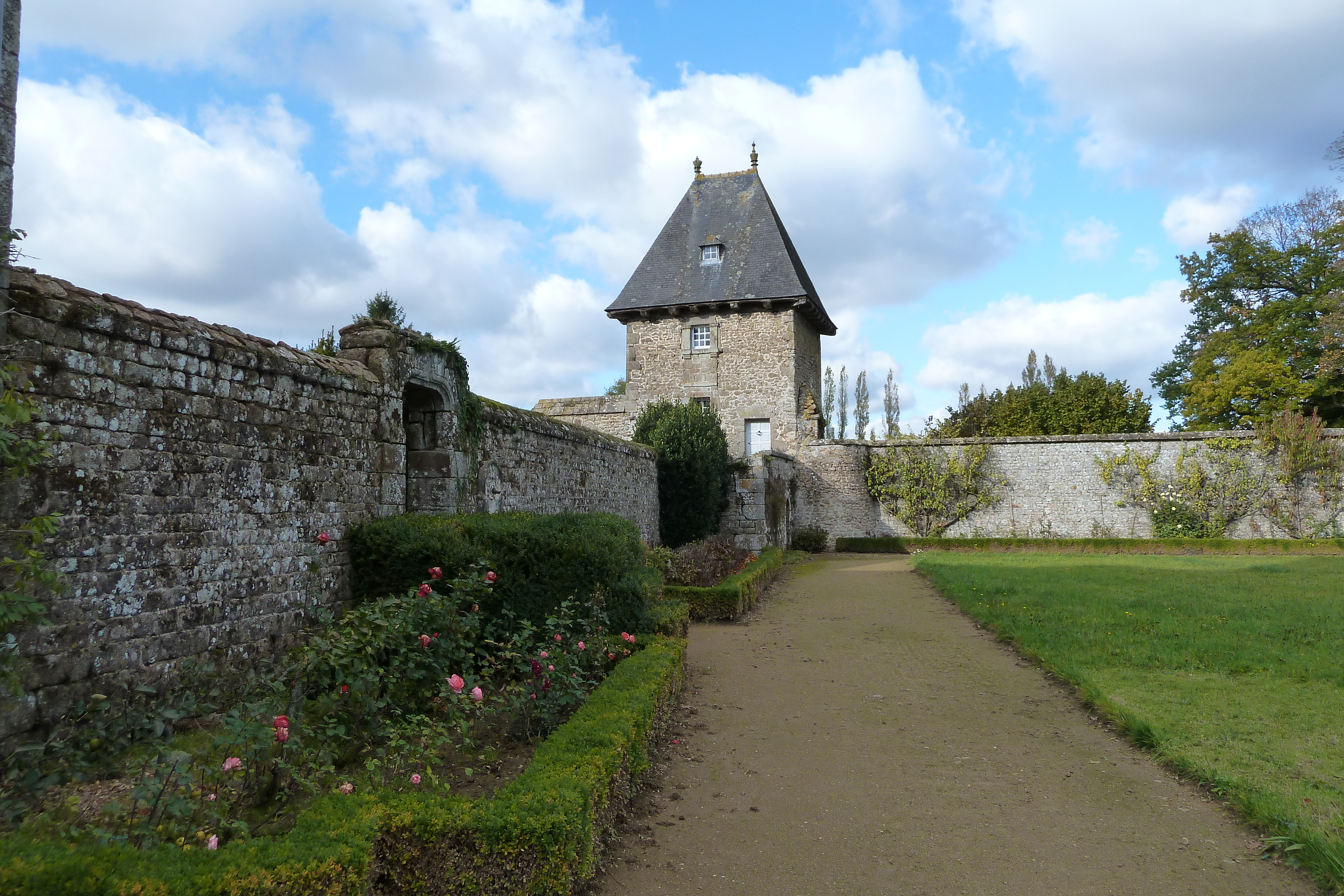
Le pavillon des Archives.
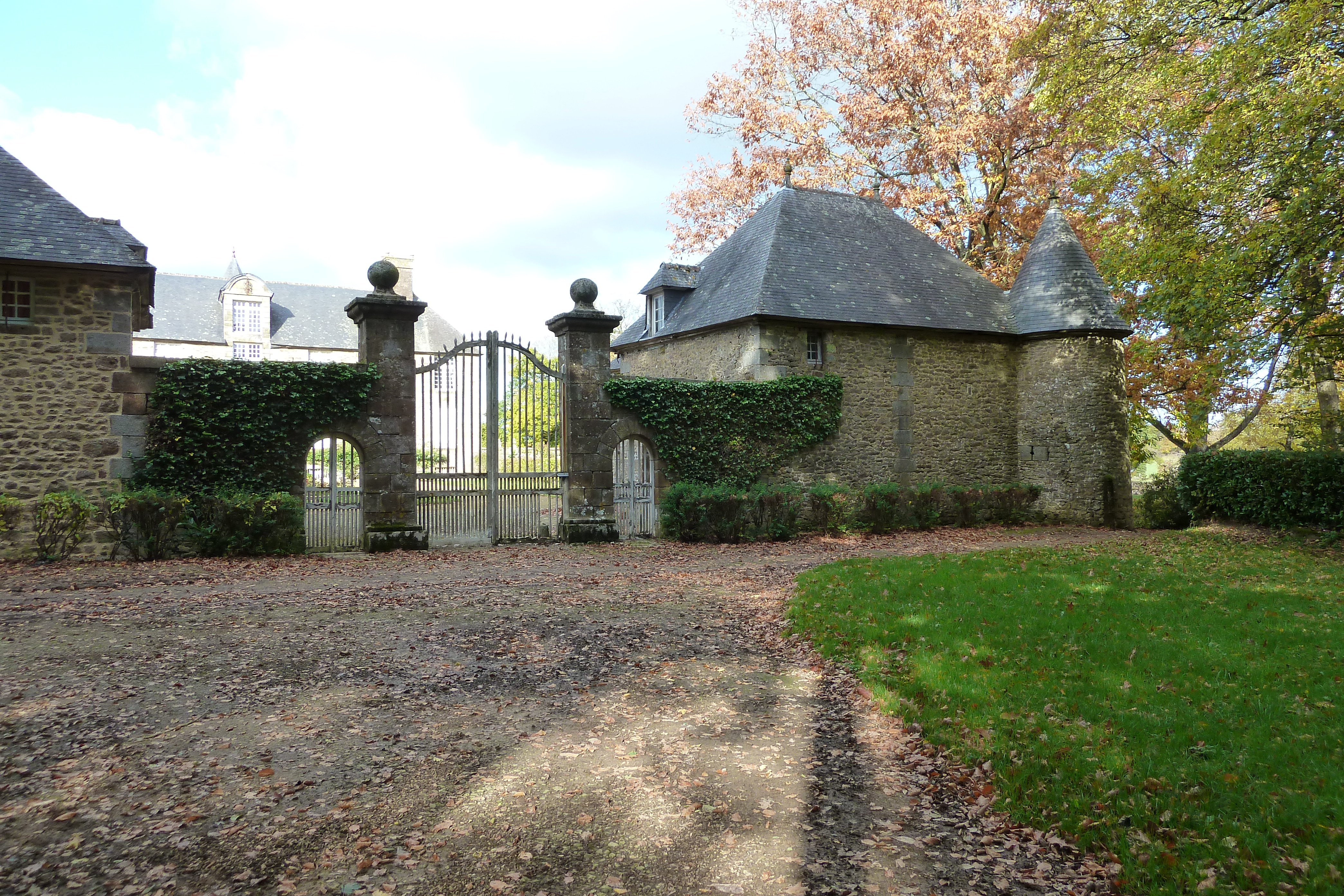
Les portes et pavillons d'entrée.
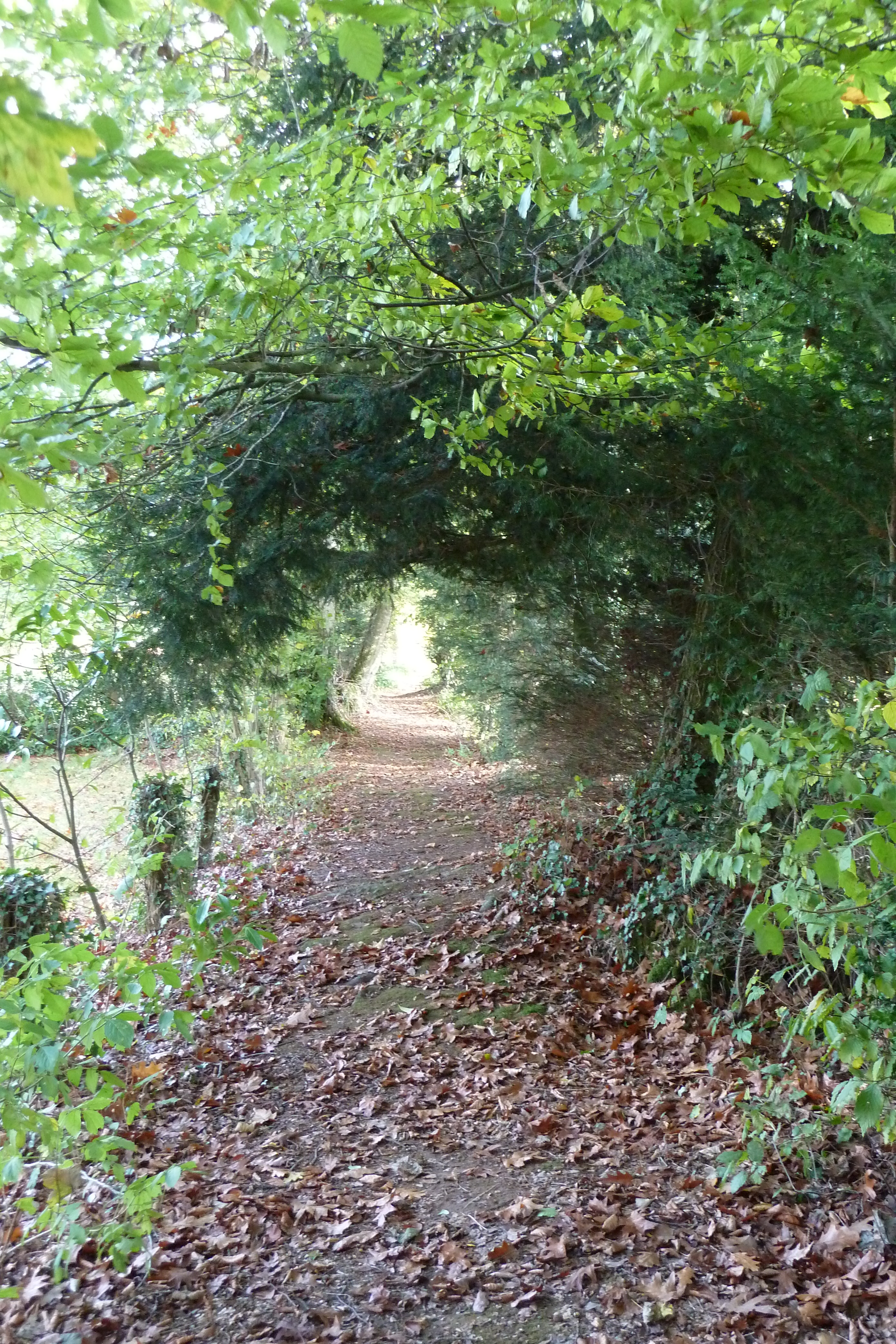
Une promenade aménagée.
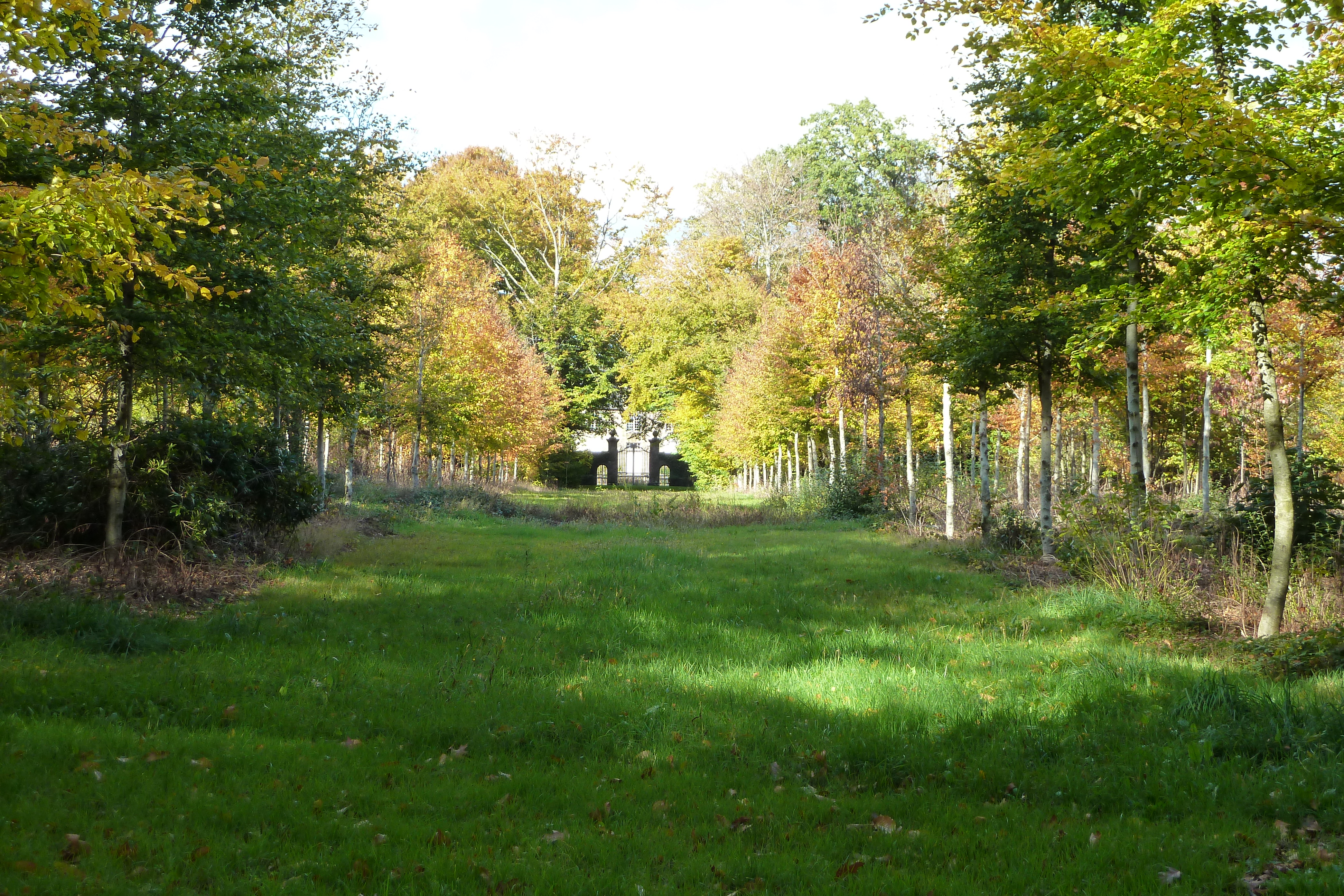
L'avenue.
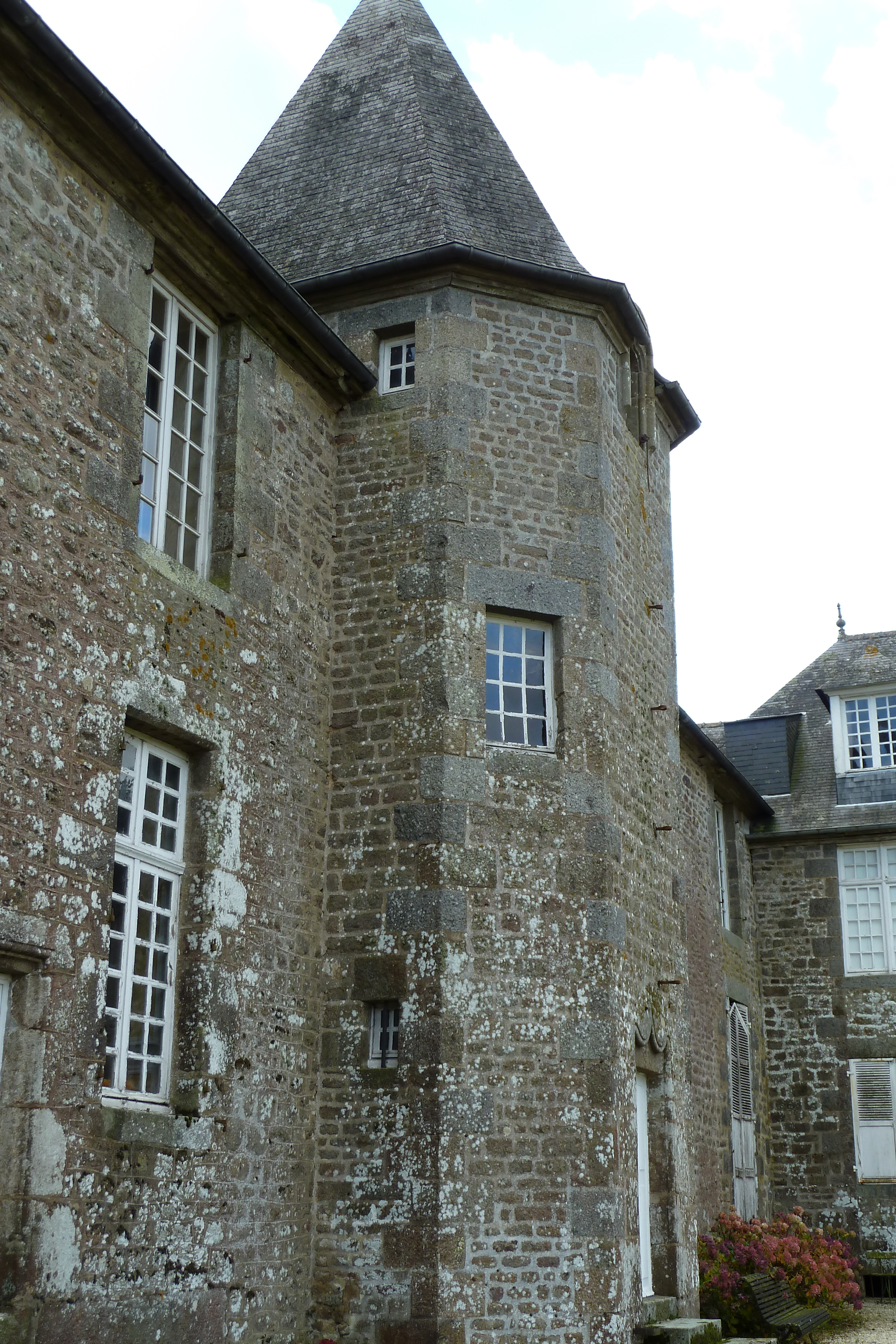
La tour polygonale.